# Guerrino Ferrarese
Guerrino Ferrarese (Verona, 9 gennaio 1910 – ...) è stato un calciatore italiano, di ruolo portiere.

## Carriera
Ha giocato in Serie B con l'Hellas Verona, il Catania e la Reggiana.

## Palmarès

### Club

#### Competizioni nazionali
- Serie C: 1

Catania: 1938-1939